# Élisabeth Eppinger
Élisabeth Eppinger, in religione madre Alfonsa Maria (Niederbronn-les-Bains, 9 settembre 1814 – Niederbronn-les-Bains, 31 luglio 1867), è stata una religiosa francese, fondatrice della congregazione delle Suore del Santissimo Salvatore (dalla quale derivano le Suore del Redentore di Würzburg e le Suore del Divin Redentore di Giavarino).

## Biografia

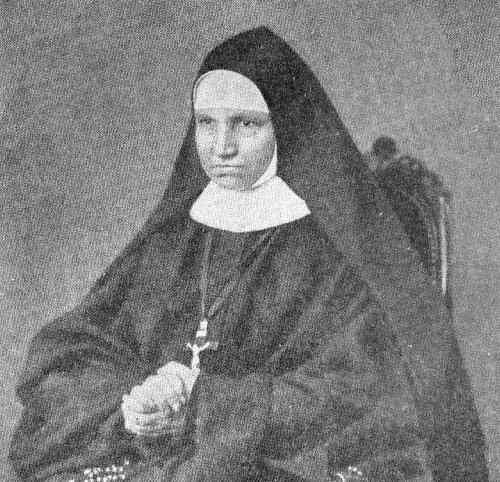

Fu la prima degli undici figli di una coppia di modesti agricoltori alsaziani.
Di salute cagionevole, frequentò saltuariamente la scuola e rimase quasi analfabeta; ebbe fama di doti mistiche.
Nel 1849 fondò a Niederbronn le Suore del Santissimo Salvatore: in onore di sant'Alfonso Maria de' Liguori, prese il nome di madre Alfonsa Maria.
Morì nel 1867.

## Il culto
Il processo informativo sulla fama di santità e sugli scritti della Eppinger si è aperto a Roma nel 1951.
È stata dichiarata venerabile il 19 dicembre 2011.
Il 26 gennaio 2018 papa Francesco ha riconosciuto un miracolo per sua intercessione; la beatificazione è avvenuta il successivo 9 settembre.